# Jean Mabillon
Vous lisez un « bon article » labellisé en 2012.
Pour les articles homonymes, voir Mabillon.
Jean Mabillon plus connu sous le nom de Dom Mabillon est un religieux et un historien français, né le 23 novembre 1632 à Saint-Pierremont (Ardennes), alors en Champagne, et mort le 27 décembre 1707 à Saint-Germain-des-Prés.
Moine bénédictin de la congrégation réformée de Saint-Maur, cet intellectuel a exercé un rôle déterminant dans la transmission des savoirs au XVIIe siècle. Il a introduit pour la première fois un « discours de la méthode » sur l'analyse des documents, qui fait ensuite référence pour les historiens et les chartistes. Il est à ce titre connu comme le fondateur de la diplomatique, cette science nouvelle définissant les règles pour établir la date, la provenance, la nature, l’authenticité et les versions successives d’un document écrit. De même, la publication de son ouvrage De Re Diplomatica a été considérée a posteriori par l'historien Marc Bloch comme « une grande date en vérité dans l’histoire de l’esprit humain ».
Son esprit critique et rigoureux se retrouve également dans ses éditions des œuvres des Pères de l'Église et des grands théologiens. Les travaux de Jean Mabillon dans ce domaine ont donné un nouvel élan à l'étude des premiers textes chrétiens et de la patristique. Enfin, ce voyageur et épistolier a entretenu un réseau de contacts dans la République des Lettres européennes, notamment en Flandre, en Bourgogne, en Lorraine, en Champagne, en Suisse, en Allemagne et en Italie.
Sa vie est marquée par son caractère, fait à la fois de sérénité et de ténacité dans l'analyse et l'argumentation, et par sa capacité à associer sa vocation intellectuelle et scientifique à sa vocation religieuse.

## Biographie

### Jeunesse et formation

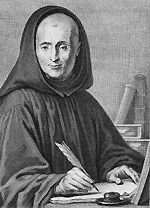
Jean Mabillon, gravure d'Alexis Loir, BnF.

#### Famille
Né en 1632, il est le cinquième enfant d'Estienne Mabillon, un paysan décédé le 24 mai 1692, âgé de 104 ans, et de sa femme, Jeanne Guérin. Le village de Saint-Pierremont, où il est né, est situé aux confins de l'Argonne ardennaise, sur une petite élévation. Il est à quelques kilomètres de la forêt de Belval et de l'abbaye de même nom, traversé par un ruisseau qui se jette dans la Bar. Cette famille de laboureurs habite dans une modeste maison à quelques pas de l'église.

#### Études
Jean Mabillon montre clairement, dans l'école du village, des capacités intellectuelles qui justifient de poursuivre d'autres études en d'autres lieux, ces petites écoles de village n'ayant d'autres ambitions que d'apprendre à lire, à écrire et à compter sommairement.
À l'âge de neuf ans, on l'envoie chez son oncle, Jean Mabillon, alors prêtre de paroisse à Neuville-Day, qui lui enseigne de façon correcte les « rudiments » et lui procure les ressources nécessaires pour lui permettre de continuer ses études,. Grâce à ce dernier, il entre en 1644 au collège des Bons Enfants à Reims, collège et université,. Il est pensionné moitié comme élève, moitié comme domestique, dans la maison d'un chanoine de la cathédrale et abbé commendataire qui surveille ses progrès avec intérêt. En 1650, ce chanoine le fait entrer au séminaire diocésain, où il reste trois ans.

### Carrière ecclésiastique
Mais en 1653, il quitte le séminaire, pour rejoindre la congrégation de Saint-Maur, à l'abbaye Saint-Remi de Reims. Cette évolution dans sa vocation religieuse s'explique, selon certains auteurs, par sa déception devant la conduite et le parcours de son oncle, prêtre séculier auprès de qui il a vécu en Ardennes avant que ce dernier ne soit nommé à Condé-sur-Marne,, et, pour d'autres, par l'exemple des moines de l'abbaye Saint-Remi, et tout particulièrement des novices dont il admirait la ferveur. Le 29 août de cette année 1653, il est admis au nombre des postulants. Le 5 septembre, il revêt l'habit bénédictin dans la congrégation de Saint-Maur. Il n'a pas vingt et un ans lorsqu'il fait profession d'obéissance, stabilité et conversion des mœurs.

#### Une vie de bénédictin
À partir de 1656, il est successivement envoyé à l'abbaye de Nogent-sous-Coucy, puis à l'abbaye Saint-Pierre de Corbie. Même si des emplois à des tâches plus temporelles lui sont affectés, il s'adonne également à l'étude des « Antiquités », c'est-à-dire des documents anciens. Il commence à élaborer progressivement les règles d'une méthode critique de l'usage des documents, en s'intéressant à la démarche historique d'un de ses illustres prédécesseurs à l'abbaye de Nogent-sous-Coucy, Guibert de Nogent.
Après un séjour comme trésorier à l'abbaye de Saint-Denis, en 1663 et 1664, rapidement remarqué par les membres de son ordre en raison de ses capacités, il est envoyé, à l'âge de trente et un ans, à Saint-Germain-des-Prés, en juillet 1664.

#### Un travail d'érudition
Il y rejoint un cercle d'érudits formés autour du bibliothécaire de l'abbaye, Luc d'Achery, auquel il est appelé à succéder. Il commence alors à assister ce dernier dans la collecte de documents en vue de la rédaction des Actes de l'Ordre de Saint-Benoît (Acta Ordinis Sancti Benedicti) : sa contribution se révèle tellement déterminante dans l'œuvre issue de ce projet, dont le premier volume paraît en 1703, qu'elle lui est attribuée en définitive. Il reprend également les travaux, qu'il porte à bonne fin, sur une édition des Œuvres de Saint-Bernard, entreprise par Dom Claude Chantelou. Bientôt, des associés lui sont adressés, qui deviennent des amis, notamment Claude Estiennot de la Serrée, Michel Germain et Thierry Ruinart. Ce dernier est originaire comme lui de la province de Champagne.
L'érudition dont il fait preuve dans ses œuvres, et la fiabilité de son interprétation des sources documentaires sont remarquées rapidement par ses contemporains qui accordent de plus en plus d'attention et de crédit à ses écrits. Chacune de ses publications est autorisée voire suscitée par sa hiérarchie au sein de la congrégation de Saint-Maur, dont il est devenu l'une des voix. Il intervient ainsi sur des controverses en cours, en particulier sur l'identification de l'auteur de L'Imitation de Jésus-Christ, ainsi que l'usage du pain azyme pour l'Eucharistie. Sur ce dernier sujet, il répond initialement à une publication de Jacques Sirmond, mais s'aperçoit que cet écrit contredit également un traité récent du cardinal Bona, qu'il connaît bien et avec qui il est en contact très régulièrement. Il s'excuse auprès de ce dernier, de façon très courtoise, d'être publiquement rentré en controverse mais maintient fermement, dans un traité définitif, son analyse.

#### Fondateur de la diplomatique

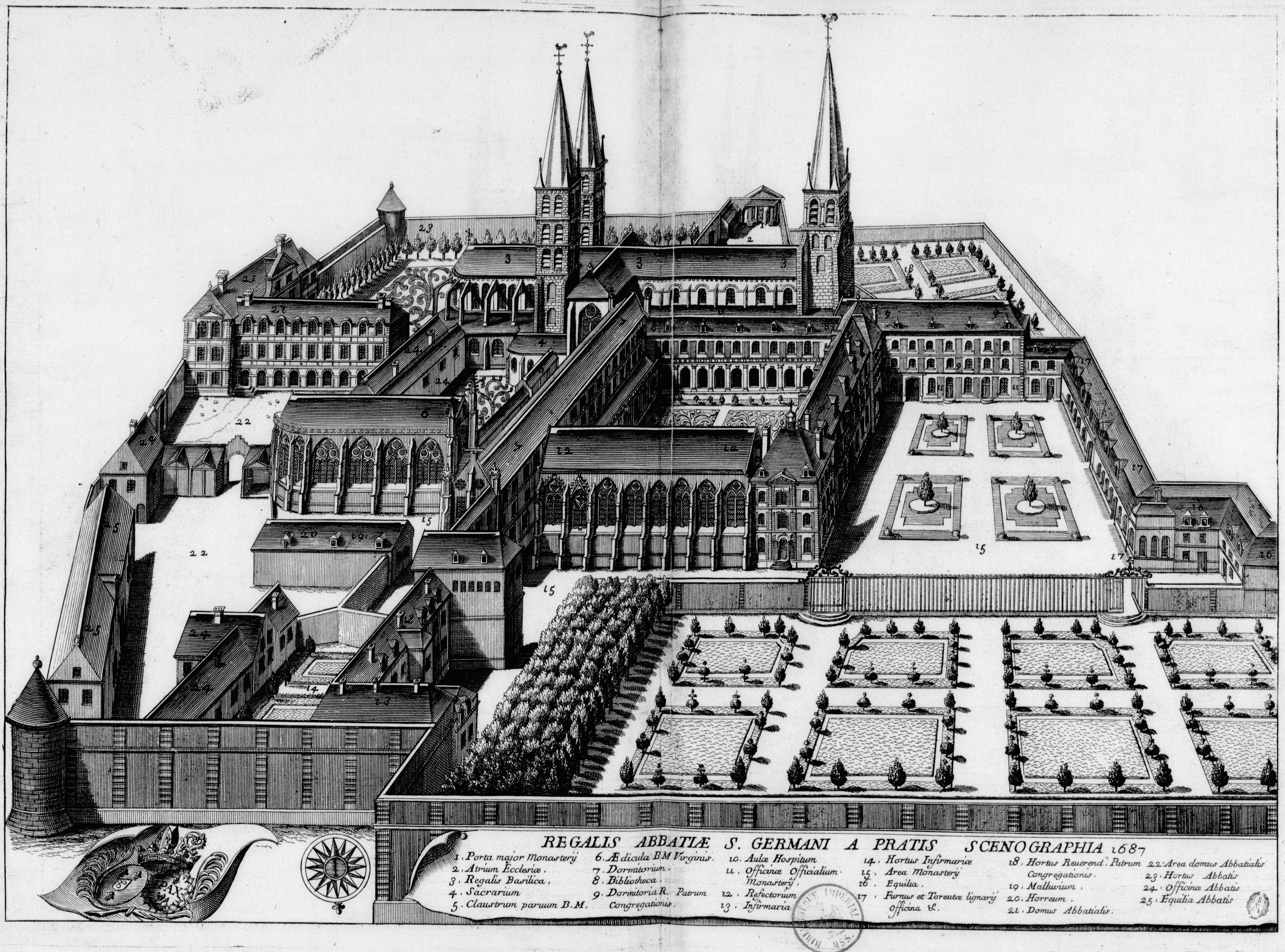
Abbaye de Saint-Germain-des-Prés en 1687.

En 1681, il publie le traité De re diplomatica, qu'il rédige à la demande de ses supérieurs en réponse à la mise en question de l'authenticité de certaines chartes de l'abbaye de Saint-Denis par un jésuite, le bollandiste Daniel van Papenbroeck. Il y propose des outils permettant d'authentifier un document et de le dater. Le retentissement de cette œuvre vaut à Jean Mabillon, à quarante-neuf ans, d'apparaître comme le fondateur d'une nouvelle science, « la diplomatique », l'analyse critique des documents et chartes, dont l'intérêt est unanimement reconnu.
La préface de l’œuvre, écrite par Jean Mabillon, est significative de la sérénité et de la modération qu'il s'impose : « Deux choses nous ont poussé à écrire ce livre : d'un côté l'utilité de cette science nouvelle, et de l'autre la nécessité d'une défense […] En réfutant les objections que nous ont faites des adversaires irrités, nous nous sommes efforcés de ne point aller trop loin dans la réplique et de dire toute la vérité […] Qu'il [le lecteur] se souvienne que s'il est plus difficile de défendre que d'accuser, à plus forte raison est-il plus facile de causer des blessures que de les guérir. ». Daniel van Papenbroeck, son contradicteur, lui répond notamment, dans une lettre qui fait honneur à son auteur : « Je vous avoue que j'ai plus d'autre satisfaction d'avoir écrit sur cette matière que celle de vous avoir donné occasion de composer un ouvrage aussi accompli ».
Devenu le protégé de Colbert, Champenois comme lui, il effectue pour ce dernier deux voyages – en Bourgogne (1682), puis en Suisse et en Allemagne (1683) – afin de collecter et d'authentifier des documents sur l'histoire de la couronne, puis sur celle de l'Église en France. « Le but de la mission était de copier dans les monastères allemands les pièces intéressant la politique de la France et de dresser un relevé des documents concernant la monarchie, présents dans les bibliothèques d'outre-Rhin ». L'archevêque de Reims, Charles-Maurice Le Tellier, devient également un grand admirateur de Mabillon et fait en sorte qu'en 1685, le roi confie à ce dernier la tâche de visiter les principales bibliothèques d'Italie afin d'acquérir des livres et des manuscrits pour la Bibliothèque royale. Il accomplit cette mission avec l'aide et la compagnie de son ami et ancien collaborateur Dom Claude Estiennot de la Serrée, devenu procureur de la Congrégation de Saint-Maur près le Saint-Siège, avec lequel il a continué à entretenir une correspondance riche et assidue. Durant ce séjour, les hôtes italiens ne perçoivent pas autrement les moines bénédictins commandés par Mabillon que comme un « corps expéditionnaire de l'érudition française ».

#### La controverse Rancé-Mabillon

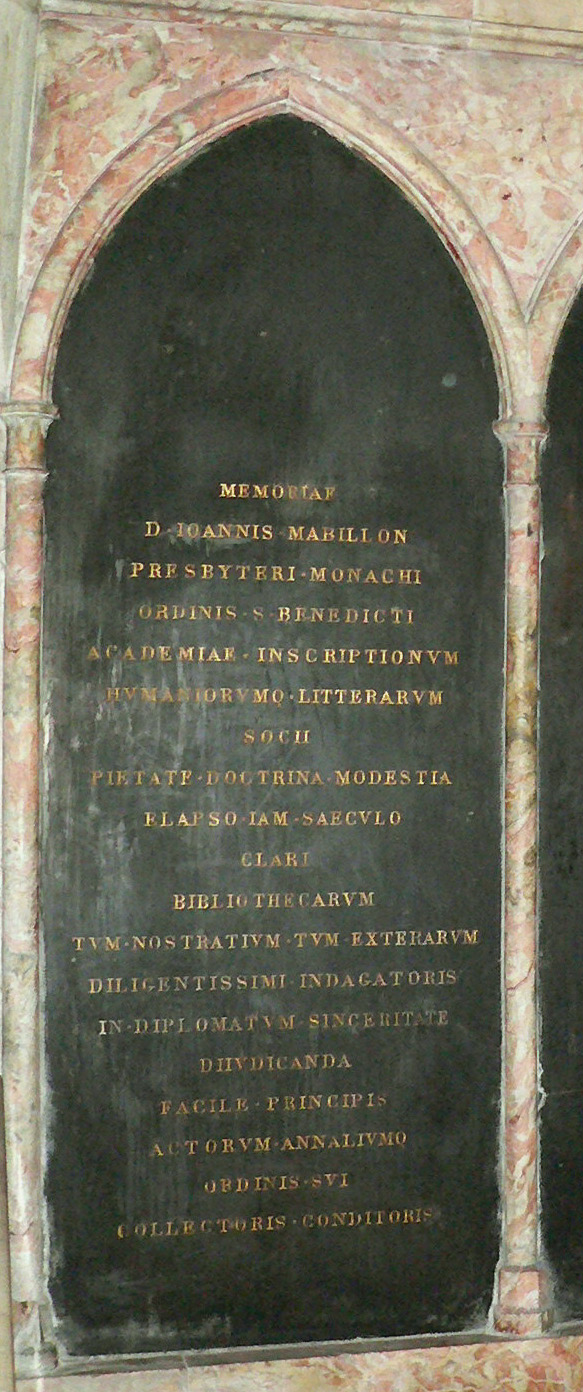
Plaque funéraire de Jean Mabillon, église Saint-Germain-des-Prés.

Son travail sans concession pour développer la critique historique, sa connaissance de la tradition monastique et son audience le désignent naturellement lorsqu'il s'agit pour la congrégation de Saint-Maur de réagir à la controverse ouverte par l'abbé de La Trappe, Rancé, dans trois ouvrages successifs, sur la place que doivent tenir les études par rapport au travail manuel dans la vie monastique. Rancé remet en valeur le silence et le travail manuel, si possible pénible, et nie l'intérêt des études scientifiques dans un monastère. Mabillon répond à ce dernier par un Traité des études monastiques (1691). Ce traité est bien accueilli par une partie des érudits, savants et scientifiques, religieux ou non. Pierre-Daniel Huet lui écrit ainsi : « Je suis ravi que vous aiez entrepris de désabuser ceux à qui on a voulu persuader, depuis quelques années, que l'ignorance est une qualité nécessaire à un bon religieux ».
Mais les thèses de Rancé conservent un certain succès auprès d'une autre partie de la communauté religieuse, ainsi qu'au sein de la noblesse et de la Cour. L'abbé de La Trappe écrit une réponse au traité, qui provoque de la part de Jean Mabillon la publication des Réflexions sur la Réponse de M. l'abbé de la Trappe au traité des Études monastiques, où il se garde bien d'adopter un ton polémique. En définitive, Jean Mabillon reçoit l'appui du roi qui déclare à son propos le considérer comme « le plus savant et le plus humble religieux de son royaume », ce qui incite Rancé à clore l'échange, d'autant que son contradicteur prend soin de lui rendre visite, avec la cordialité requise.

#### Les protestations de Mabillon
En 1694, ayant été conduit à s'intéresser au sort d'un religieux condamné à la prison, il écrit un mémoire sur les conditions de détention dans les geôles réservées à cet effet, Réflexions sur les prisons des ordres religieux, plaidant pour un traitement plus humain. L'ouvrage reste au sein de la communauté de l'abbaye de Saint-Germain, sans que la hiérarchie n'ose ni le faire connaître ni le détruire. Thierry Ruinart ne le cite pas. Il n'est publié que bien plus tard, dans les Œuvres posthumes. En 1698, Jean Mabillon proteste en vain dans une lettre De Cultu sanctorum ignotorum sous le pseudonyme d'« Eusebius Romanus » contre la vénération des reliques des saints anonymes dans les catacombes de Rome et le caractère douteux des canonisations opérées sur les corps ainsi extraits, ce qui lui vaut d'être convoqué pour s'expliquer et d'avoir à publier, en apparence de soumission, une défense de la Sainte Larme de Vendôme.

#### Académicien
Finalement, en dépit des attaques qu'il subit, la réputation de Mabillon ressort intacte et, en 1701, il est nommé membre de l'Académie royale des Inscriptions et Médailles par le roi. En 1703, il publie le premier volume consacré à l'histoire de son ordre, les Annales de l'Ordre de Saint-Benoît, qui lui vaut les louanges de Bossuet. Les autres volumes suivent et le cinquième sera publié après sa mort. D'ultimes controverses le décident également à apporter des précisions et des suppléments à son œuvre maîtresse, le De re diplomatica. Il se consacre aussi à un ouvrage sur La Mort chrétienne.
Il meurt en 1707 à Saint-Germain-des-Prés. Les cendres de Mabillon, unies à celles de Descartes, ont été déposées dans une tombe scellée dans un mur de l'église Saint-Germain-des-Prés. À proximité, une rue de Paris porte son nom (ainsi que le restaurant universitaire qui s'y trouve), à titre d'hommage. Une station de métro parisienne à proximité d'une rue du même nom en 1925, et une rue de Reims ont également été nommées en son honneur. Le centre de recherche en sciences historiques de l'École nationale des chartes porte également son nom.

## Les apports de Mabillon à la science historique

### Une méthode d'analyse des documents et des écritures
Les travaux et recherches historiques des moines de l'abbaye de Saint-Germain-des-Prés sont indissociables de leur appartenance à la congrégation de Saint-Maur. Depuis le concile de Trente, les bénédictins s'efforcent de respecter de façon plus stricte leur règle. Pour mener à bien cette réforme, le besoin se fait sentir, en 1621, d'ériger une congrégation nouvelle propre au royaume de France qui adopte le nom du premier disciple de saint Benoît. Le développement des mauristes est tel qu'en 1707, moins d'un siècle plus tard, ils comptent environ 2 200 religieux, avec une forte implantation dans des provinces ecclésiastiques importantes telles que les villes de Reims et Paris.
Ce retour à la pureté initiale de la règle, souhaitée par cette congrégation, comporte une dimension historique : reconstituer l'histoire de l'ordre religieux et la vie de ses saints, mieux connaître les auteurs monastiques, etc. Sincèrement attaché à son ordre, attiré par les travaux historiques, Mabillon a également les aptitudes requises pour de telles recherches. C'est pour ces raisons qu'il est envoyé en 1664 à Saint-Germain-des-Prés comme adjoint au bibliothécaire de cette abbaye, dom Luc d'Achery. Il prône à partir de cet instant la recherche de la vérité historique dans le domaine des études religieuses.
L'ouvrage le plus connu de Mabillon, le De re diplomatica, publié en 1681, est une étape majeure dans l'élaboration d'une méthode d'analyse historique des documents qui peuvent ou non servir de référence. Dans cet ouvrage, Mabillon donne les règles qui permettent d'établir la date, la provenance, la nature et l'authenticité d'un document écrit, charte officielle ou autre ; il en analyse le style ; il propose d'en repérer les transcriptions successives, d'identifier les institutions qui le créent puis le diffusent, de s'intéresser au support de l'écrit, le papier, parchemin ou papyrus, mais aussi à l'écriture elle-même, à la signature et au sceau clôturant le support. Les aspects méthodologiques, qu'il a forgés, sont apparus ensuite transposables à toute enquête historique ou scientifique s'appuyant sur des sources écrites.
Cette méthode est enseignée à l'École des chartes dès sa création, avec la volonté d'inculquer aux élèves des réflexes critiques face à toute affirmation. Deux siècles plus tard, le jugement de Marc Bloch sur cet apport méthodologique est sans équivoque : « Cette année-là — 1681, l'année de la publication du De Re Diplomatica, une grande date en vérité dans l'histoire de l'esprit humain — la critique des documents d'archives est définitivement fondée. Tel est bien, d'ailleurs, de toute façon, dans l'histoire de la méthode critique, le moment décisif ».
L'ouvrage de Mabillon, De re diplomatica, instaure également une approche rigoureuse de la paléographie, autre science auxiliaire de l'histoire. Aux catégories d'écritures relativement arbitraires qui existaient précédemment, le bénédictin substitue des groupements chronologiques et géographiques, fondés sur des données historiques fiables. Ses successeurs en cette matière parmi les mauristes, René Prosper Tassin et Charles-François Toustain, écrivent quelques décennies plus tard : « Son système est dans le vrai, et quiconque voudra se frayer des routes contraires à celles qu'il nous a tracées ne peut manquer de s'égarer ; quiconque voudra bâtir sur d'autres fondements bâtira sur du sable ».
Pourtant, malgré cette rigueur et son souci de vérité, Jean Mabillon commet des erreurs. C'est le cas sur la controverse concernant l'auteur de L'Imitation de Jésus-Christ, une question qui reste ouverte au début du XXIe siècle. L'hypothèse considérée aujourd'hui comme la plus probable attribue l'œuvre à un moine allemand, Thomas a Kempis, contrairement à la position appuyée par Jean Mabillon sur la base d'un manuscrit qui semblait antérieur à Thomas a Kempis, mais dont la date est difficilement vérifiable.
L'autre affaire sur laquelle son expertise a été critiquée porte sur sa participation à l'analyse de la généalogie de la maison d'Auvergne, sujet d'autant plus délicat qu'il touche Emmanuel Théodose de La Tour d'Auvergne, cardinal de Bouillon, fâché avec le roi Louis XIV, conférant à cette affaire de filiation une dimension politique.

### Un nouvel élan apporté à l'étude des Pères de l’Église
Jean Mabillon est appelé à l'abbaye de Saint-Germain des Prés par le bibliothécaire Luc d'Achery pour le seconder dans l'étude de la vie et l'œuvre des Pères de l'Église et de ses saints, et dans l'histoire de l'ordre des Bénédictins. Il consacre à ces thèmes une grande partie de sa vie et insuffle une nouvelle dynamique à ces études historiques, tout en s'inscrivant dans un mouvement de recherche plus large.

« Si l'on recueille alors avec plus de curiosité et d'exactitude que jamais les délibérations et les décrets des conciles, les lettres et les bulles de papes, les écrits des Pères, les rituels et missels primitifs, les rares manuscrits des anciennes hérésies, c'est que l'Antiquité est devenue une raison pour la croyance et que la foi des chrétiens de ce temps a besoin de se sentir soutenue par la foi des aïeux. Allazi, Schelstrate, Luc d'Achery, Cotelier, Émerie Bigot, Thomassin, Tillemont, Mabillon, Baluze, Valois, Ellies du Pin, Bochart, Blondel, Limborch, Beveridge, William Cave, Dodwell, Allix, furent les auxiliaires, les pourvoyeurs des théologiens militants […] La théologie, au milieu du XVIIe siècle, a rendu service à l'histoire en la suscitant à travailler pour elle. »

— Alfred Rébelliau.
Ses premiers travaux sont consacrés à l'édition des œuvres de Bernard de Clairvaux, entreprise par un autre bénédictin, Dom Chapelou, décédé en novembre 1664. L'accueil de ce travail, en 1667, six tomes en neuf volumes in-8°, l'encourage. La publication est portée à l'attention du pape Alexandre VII.

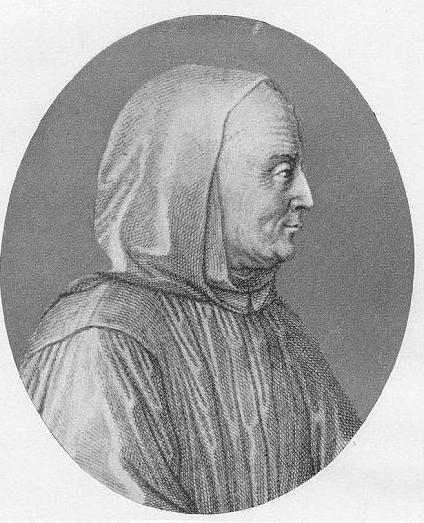
Jean Mabillon, gravure de Charles Simonneau.

Il lui est demandé ensuite de se consacrer à l’Édition des Actes des saints de l'ordre. Il se donne à cet ouvrage durant trois décennies, le résultat étant publié au fil des années en neuf volumes, chaque volume correspondant à un siècle à compter de la fondation de l'ordre au VIe siècle. Ces publications recueillent beaucoup d'intérêt. Mais une polémique, émaillée d'une suite de pamphlets et de réponses, est déclenchée dès la première publication, en 1668, par deux autres moines bénédictins, Dom Philippe Bastide et Dom Antoine-Joseph Mège. Elle dure une dizaine d'années et prend de l'ampleur jusqu'au volume correspondant au IVe siècle bénédictin. Les deux moines contestent la remise en cause de quelques énoncés traditionnels associés à l'histoire de l'ordre, et de quelques saints qui, après vérification par Jean Mabillon des sources disponibles, ne sont pas, pour lui, des bénédictins. Ils attaquent aussi les raisons invoquées pour expliquer le relâchement de l'ordre, sujet délicat ayant abouti à la nécessité de réformes. Ces moines zélés ne demandent pas moins que la rétractation de Jean Mabillon, que lui soit imposée l'interdiction d'écrire et qu'il soit également interdit d'imprimer les ouvrages déjà diffusés. Pour clore la controverse, les supérieurs de la congrégation adressent l'ultime factum des adversaires de Jean Mabillon à celui-ci, lui demandant une ultime réponse (Réponse aux remarques que le R.P. Bastide a faites sur la préface du quatrième siècle bénédictin), et soumettent l'ensemble à d'éminents prieurs de la congrégation. En avril 1678, ceux-ci se prononcent unanimement en faveur de Mabillon, faisant ainsi le choix de la sincérité historique. Ce n'est plus la tradition qui est le garant de l'authenticité, mais l'authenticité des sources qui fait autorité.
Parmi les défenses rédigées durant cette controverse, l'ouvrage de Mabillon intitulé Brèves réflexions sur quelques Règles de l'histoire, resté à l'état de manuscrit, n'est jamais publié de son vivant. L'auteur, sortant de la mission qui lui a été confiée par sa congrégation, rentre dans le domaine de l'épistémologie de l'histoire.
Les autres publications historiques de Jean Mabillon sont plus conformes au rôle qui lui était dévolu, telles les Analectes anciens, publiés en quatre volumes de 1675 à 1685, l'ouvrage sur la liturgie française en 1685 et la préface des œuvres de Saint-Augustin en 1701. Dans cette dernière préface, il s'emploie à disculper la congrégation de Saint-Maur des soupçons de jansénisme distillés, semble-t-il, par des jésuites. Puis dans les dernières années avant son décès, la documentation accumulée est utilisée pour écrire les Annales de l'Ordre de Saint-Benoît.

### Citoyen de la République des Lettres

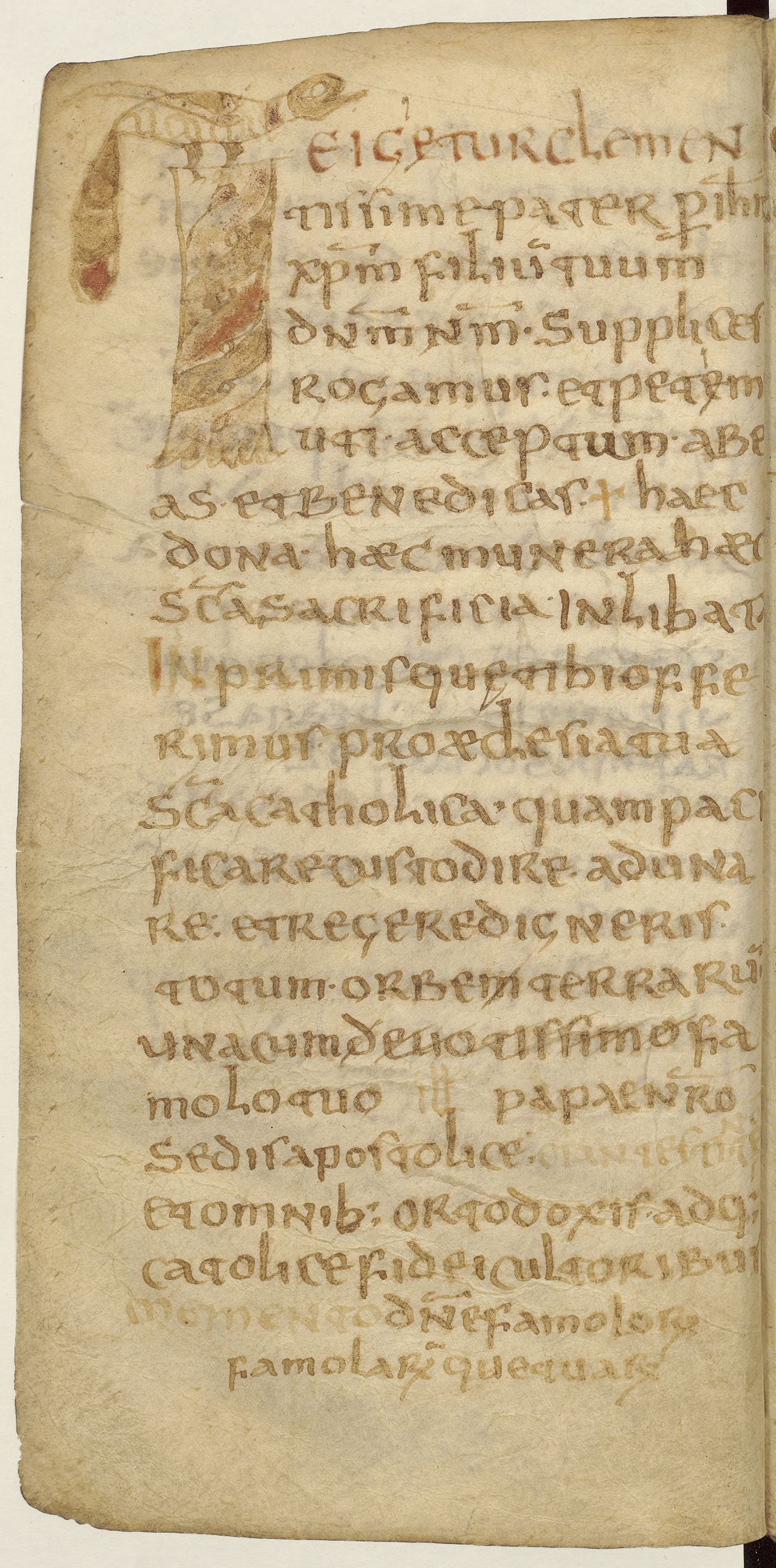
Page du Missel de Bobbio : ce manuscrit mérovingien a été rapporté en France par Mabillon de l'abbaye italienne où il séjourna les 4-9 juin 1686.

La respublica literaria (l'expression apparaît pour la première fois en 1417 dans la correspondance de l'humaniste florentin Poggio Bracciolini) est cette communauté, émergeant au moment de la Renaissance, rassemblant de façon virtuelle des savants et intellectuels italiens, français, flamands, anglais et allemands, transcendant les frontières, les différences religieuses, les appartenances sociales et les professions. Ces érudits échangent par des correspondances et des rencontres. Le but de ces échanges est de transmettre les savoirs et de réunir les ouvrages essentiels dans les bibliothèques européennes.
Jean Mabillon entreprend de fréquents voyages pour accéder aux chartes, diplômes et ouvrages, et pour rencontrer des correspondants. Avec Luc d'Achery, ils avaient à plusieurs reprises encouragé les correspondants de l'abbaye de Saint-Germain-des-Prés dans les différentes contrées européennes à leur transmettre des copies en leur faisant connaître leurs recherches et les ouvrages en préparation.
En 1672, choisi spécifiquement par la congrégation de Saint-Maur, il part, à pied, pour les Flandres, destination qu'il reprend en 1679. Puis il se rend en Lorraine en 1680, pour consulter des archives nécessaires à son ouvrage De re diplomatica. En 1682, c'est la Bourgogne, déplacement commandité par le ministre Jean-Baptiste Colbert, pour retrouver des pièces intéressant la maison royale. Il consacre cinq jours à l'abbaye de Cluny, et le compte-rendu de cette visite montre que, s'il n'oublie pas la commande du ministre, il s'intéresse aussi à l'institution religieuse et à son fonctionnement. En 1683, c'est la Suisse et l'Allemagne, déplacement toujours commandité par Colbert. Puis l'Italie en 1685 et 1686, sur proposition de l'archevêque de Reims, Charles-Maurice Le Tellier, pour compléter la bibliothèque du roi. Ce voyage, qui dure plus d'un an, le fait passer notamment à Milan, Venise, Rome, Naples, le mont Cassin, Florence, Gênes, etc., visitant les chartriers et les bibliothèques, pour ses recherches sur l'histoire religieuse et sur l'histoire politique. Il recense les sources existantes, et achète pour la bibliothèque royale quelque 4 912 ouvrages. Ses derniers voyages le conduisent en Lorraine, à nouveau, en 1696, en Alsace, en Touraine et Anjou en 1698, en Champagne en 1699 puis en Normandie en 1700, déplacement commandité cette fois par l'ordre des Bénédictins. Chaque fois que le trajet le permet et passe à proximité des frontières de la Champagne, il réapparaît également à Saint-Pierremont, son village natal, en Ardennes. C'est le cas lors du dernier voyage, en 1703, qui le mène à Reims.
Mabillon multiplie également les échanges épistolaires. Il écrit pour organiser ses voyages, il écrit pour faire suite à ses voyages, il écrit pour connaître et faire connaître les publications récentes, il écrit pour maintenir des contacts amicaux, par exemple avec les représentants de la congrégation à Rome, qui sont souvent d'anciens moines de l'abbaye de Saint-Germain-des-Prés. Cette correspondance, reconstituée partiellement, comprend plusieurs milliers de lettres. Il diffuse également des documents vers ses correspondants, et un Pierre-François Chifflet, par exemple, à Dijon, est très heureux d'être en contact avec un Luc d'Achery ou un Jean Mabillon : l'abbaye de Saint-Germain sert, de fait, de centre de diffusion et de point focal aux chercheurs provinciaux.
Et, pour rendre compte de l'activité de Jean Mabillon et des différents cercles lui permettant d’échanger des connaissances et des idées, faut-il encore citer les conférences de l'abbaye ou les réunions plus privées et quasiment hebdomadaires, pendant près d'un quart de siècle, avec des historiens tels que Jean-Baptiste Cotelier et Charles du Fresne, sieur du Cange.

## Principales œuvres

Annales Ordinis Sancti Benedicti, 1739.

- Galliae ad Hispaniam lugubre nuntium ob mortem reginae Galliarum Annae Austriacae (lugubre nouvelle de la France à l'Espagne à l'occasion de la mort de la reine de France Anne d'Autriche) (1666) : hommage à la régente Anne d'Autriche à l'occasion de sa mort, en reconnaissance de l'appui qu'elle a apporté à la congrégation de Saint-Maur.
- Sancti Bernardi Abbatis Primi Clarevallensis, Et Ecclesiae Doctoris, Opera Omnia (Œuvres de saint Bernard) (1667).
- Acta Sanctorum ordinis Sancti Benedicti (Vies des Saints de l'Ordre de saint Benoît), 9 volumes, Paris, chacun correspondant à un siècle à compter de la fondation de l'ordre au VIe siècle. Plusieurs sont consultables sur les bibliothèques numériques Gallica ou Google Livres :

- t. 1, 1668 [lire en ligne] ;
- t. 2, 1669 [lire en ligne] ;
- t. 3-1, 1672 [lire en ligne] ;
- t. 3-2, 1672 [lire en ligne] ;
- t. 4-1, 1677 [lire en ligne] ;
- t. 4-2, 1680 [lire en ligne] ;
- t. 5, 1685 [lire en ligne] ;
- t. 6-2, 1701 [lire en ligne].

- Dissertatio de Pane Eucharistico Azimo et Fermentato (Traité sur le pain azyme et fermenté pour l'Eucharistie) (1674).
- Veterum Analectum (Analectes anciens) (vol. 1 : 1675 ; vol. 2 : 1676 ; vol.3 : 1682 ; vol.4 : 1685).
- Brèves réflexions sur quelques règles de l'histoire, (1677) : non publié et retrouvé dans ses manuscrits, cet ouvrage est publié en 1990 par les Éditions POL préfacé et annoté par Blandine Kriegel.
- Animadversiones in vindicias Kempenses a R. P. . . canonico regulari congregationis gallicanae adversus R. P. Franciscum Delfau, monachum ac presb. cong. S. Mauri, 1677.
- De re diplomatica, 1681.
- Méthode pour apprendre l'histoire, 1684.
- De liturgia gallicana libri III, 1685.
- Museum italicum seu collectio veterum scriptorum ex bibliothecis italicis eruta a d. Johanne Mabillon, et d. Michaele Germain, 1686, 2 volumes : récit du voyage en Italie.
- Sancti Bernardi Abbatis primi Clarae-Vallensis Opera Omnia (Œuvres de saint Bernard), 1690 : seconde édition, améliorée et complétée vingt-trois ans après la première.
- Traité des études monastiques, 1691.
- Epistola de cultu sanctorum ignotorum (sous le pseudonyme Eusebius Romanus) Petrum de Bats, 1698.
- Réflexions sur la Réponse de M. l'Abbé de la Trappe, 1692, (consultable en ligne).
- Praefatio generalis in editionem operum S. Augustini (Préface à l'édition des œuvres de Saint-Augustin), 1701.
- La mort chrétienne sur le modèle de celle de Notre-Seigneur Jésus-Christ et de plusieurs saints et grands personnages de l'Antiquité, le tout extrait des originaux, 1702, consultable en ligne.
- Annales Ordinis Sancti Benedicti occidentalium monachorum patriarchae (Annales de l'Ordre de Saint Benoît, patriarche des moines d'occident, ou Annales O.S.B.), 6 vol., Paris, 1703-1739 (consultable en ligne) ; 4 vol. publiés du vivant de l'auteur en 1703, 1704, 1706 et 1707 ; le tome 5 paru en 1713 ; il avait été préparé intégralement par Mabillon ; son impression est assurée par Dom Thierry Ruinart. Autre édition avec pagination différente Lucques, L. Venturini, 1739-1745.
- Supplementum (au De re diplomatica), 1704.
- Dissertation sur le culte des saints inconnus, 1705.

Principales œuvres posthumes.
- Histoire des contestations sur la diplomatique avec l'analyse de cet ouvrage, 1708, consultable en ligne.
- De re diplomatica, Editio Secunda ab ipso Auctore recognita, par D. Thierri Ruinart, Paris, 1709, (consultable en ligne).
- Ouvrages posthumes de D. Jean Mabillon et de D. Thierri Ruinart, réunies par Vincent Thuillier, Paris, 1724, t.1 (consultable en ligne), t.2 (consultable en ligne).
- Brèves réflexions sur quelques Règles d'histoire, préface et notes de Blandine Kriegel, Paris, Éditions POL, 1990.

Différents recueils de correspondance ont également été publiés, dont :
- Correspondance inédite de Mabillon et de Montfaucon avec l'Italie, 1846 (consultable en ligne).
- Ludovici Sergardii Orationes dissertationes prolusiones epistolæ et cum cl. Joanne Mabillonio epistolarum commercium, Lodovico Sergardi, Lucques, F.Bonsignori, 1783.